# Ruta N-319
La Ruta N-319 es una ruta regional chilena de la Región de Ñuble que une la ciudad de Coihueco con la localidad de San Fabián de Alico en. La ruta se inicia en la zona este de Coihueco, pasando por una zona casi despoblada, para luego cruzar el río Ñuble, y llegar a San Fabián de Alico.

## Ramal Autovía Valle Central

### Enlaces
- Kilómetro 0 Coihueco y Ruta N-47 a Tres Esquinas de Cato.
- Kilómetro 7 Ruta N-455 a Tres Esquinas de Cato.
- Kilómetro 15 El Cajón, poblado.
- Kilómetro 16 Ruta N-451 a Nahueltoro.
- Kilómetro 23 La Duna, poblado.
- kilómetro 35 Puente Alico, Río Ñuble.
- kilómetro 37 San Fabián de Alico.
- kilómetro 38 Ruta N-31 a Cachapoal y San Carlos.

## Estaciones de servicio en carretera
- Kilómetro 0 Copec en Coihueco.

- Datos: Q2878552